# Cromatofori

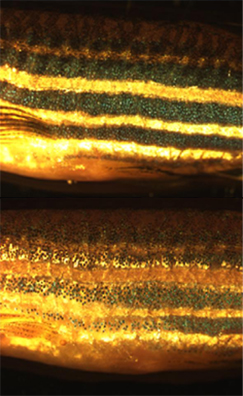
Cromatofori del Danio zebrato

I cromatofori (dal greco chroma, colore e phoros, portatore) sono cellule presenti nel derma che contengono numerosi granuli di pigmento. Questi granuli possono rimanere concentrati intorno al nucleo determinando una colorazione più chiara o meno uniforme, oppure espandersi nella cellula attraverso ramificazioni citoscheletriche conferendo una colorazione più scura o più uniforme. Questo cambiamento nella loro disposizione viene attivato in risposta a stimoli che attivano vie di secondi messaggeri (AMP ciclico) che portano, alla fine, a modificare la posizione dei pigmenti. I cromatofori sono presenti in molti animali, inclusi anfibi, pesci, rettili, crostacei e cefalopodi. Al contrario, mammiferi e uccelli sono dotati di melanociti, un altro tipo di cellula pigmentata.